# Cortinarius atropusillus
Cortinarius atropusillus är en svampart som beskrevs av J. Favre 1960. Cortinarius atropusillus ingår i släktet Cortinarius och familjen spindlingar.   Inga underarter finns listade i Catalogue of Life.